# Política Nacional de Saúde Mental
A Política Nacional de Saúde Mental (PNSM) é um conjunto de diretrizes e ações voltadas para a promoção da saúde mental e organização dos atendimentos da população com transtornos mentais. Seguindo os princípios e diretrizes do Sistema Único de Saúde (SUS) a Lei Nº 10.216/2001 ou Lei da Reforma Psiquiátrica, estabeleceu, no Brasil, os direitos e a proteção de pessoas com transtornos mentais, a partir da reestruturação do modelo de assistência e da busca pela reintegração do paciente ao convívio da família e da comunidade. Com exceção dos países detentores de maiores recursos, o Brasil foi o primeiro país a desenvolver e implementar uma política nacional de saúde mental.
A ideia principal, na época, era substituir o modelo de hospital psiquiátrico por um modelo que tinha como base os serviços comunitários e a proteção dos direitos humanos das pessoas com transtornos mentais, a política de saúde mental. Com o tempo, novos objetivos passaram a ser considerados, como a prevenção de transtornos mentais, o cuidado da saúde mental de crianças e adolescentes e as estratégias de combate às dependências de álcool e outras drogas. Pontos importante da política são a inserção da família dos pacientes no processo de suporte terapêutico e reintegração social e a aproximação da comunidade, com o desenvolvimento de ações de promoção da saúde mental visando o acolhimento dessas pessoas.
A PNSM prevê o atendimento de pessoas com transtornos mentais, como depressão, ansiedade, esquizofrenia, transtorno bipolar, transtorno de personalidade borderline, além de usuários de álcool e drogas. Para isso, foi organizada a Rede de Atenção Psicossocial que estabelece os pontos de atenção para o atendimento dessas pessoas. Esse modelo de atenção em rede de serviço, inclui Centros de Atenção Psicossocial (CAPS); Serviços Residenciais Terapêuticos (SRT); Centros de Convivência e Cultura; Unidade de Acolhimento e leitos de atenção integral (em Hospitais Gerais, nos CAPS III).

## História
Na Era Colonial, a assistência psiquiátrica no Brasil, era precária. Poucos eram profissionais qualificados, com a maior parte dos cuidados ligada a religiosos, curandeiros e outros. A partir do século XIX, hospitais psiquiátricos foram criados e metodologias experimentais passaram a ser aplicadas: isolamento social, contenção física (uso de camisa de força e amarras), banhos em temperaturas extremas, entre outras técnicas que tinham o objetivo de acalmar ou curar o paciente. 
Já no século XX, com o Decreto n° 17.185, de 18 de novembro de 1944, foi aprovado o regimento do Serviço Nacional de Doenças Mentais (SNDM) que tinha como objetivo organizar e coordenar as políticas de saúde mental no país, promovendo a prevenção, diagnóstico, tratamento e reabilitação das doenças mentais. Além disso, buscou integrar as ações de saúde mental com a saúde pública, atuar contra a estigmatização das doenças mentais e melhorar as condições de atendimento.
Mais tarde, a Lei n° 2.312, de 3 de setembro de 1954 foi sancionada, estabelecendo as Normas Gerais sobre Defesa e Proteção da Saúde, sendo reconhecido no Art. 22°, a importância do apoio familiar no processo de tratamento e recuperação do enfermo. A partir dessa lei, as novas políticas passaram a se aproximar da realidade dos dias atuais.
No final da década de 1970, psiquiatras brasileiros, da Associação Brasileira de Psiquiatria, estavam empenhados em mudar o modelo de cuidado centrado em hospitais para um modelo de assistência integral. Essa nova abordagem buscava fornecer os recursos para atender às necessidades dos pacientes, incluindo atendimentos ambulatoriais e a disponibilização de medicamentos.
Durante a ditadura militar, profissionais denunciaram as condições dos manicômios e hospícios pelas práticas desumanas e radicais. No ano seguinte, em 1979, foi criado o Movimento dos Trabalhadores em Saúde Mental (MTSM) e, em 1987, o movimento antimanicomial, dando continuidade à luta pela reforma psiquiátrica. Em 1989, o Projeto de Lei nº 3.657, do então deputado Paulo Delgado, propôs a extinção dos hospitais psiquiátricos e a subordinação dos atos médicos a uma equipe multiprofissional e à promotoria pública. O projeto não foi debatido nas Comissões ou no Plenário, sendo aprovado em 14 de dezembro de 1990 por voto de liderança. Porém, ao ser encaminhado ao Senado Federal, enfrentou oposição de psiquiatras e da ABP, sendo o projeto original rejeitado pelo Senado em 1995 e aprovado um substitutivo do senador Lucídio Portela Nunes. Este projeto substitutivo foi, posteriormente, devolvido à Câmara, e publicado como a Lei n°10.216/2001, que garantiu direitos às pessoas com transtornos mentais e redirecionou o modelo de assistência em saúde mental.
A Lei nº 10.216/2001 é considerada um marco legal da saúde mental, ligada a promoção da desinstitucionalização e da inclusão social de pessoas com transtornos mentais. Sua importância vem dos intensos debates e mobilizações sociais que aconteceram, com participação popular de profissionais da saúde, familiares e pacientes, amparadas pelas recomendações da Organização Mundial da Saúde (OMS), que idealizava um modelo comunitário de saúde mental.
Desde então, algumas portarias foram lançadas, com destaque para:
- Portaria GM/MS nº 336, de 19 de fevereiro de 2002, que define as diretrizes para o funcionamento dos CAPS e seus critérios para sua criação e manutenção, levando em consideração o comunitário.[11]
- Portaria GM/MS nº 3.088, de 23 de dezembro de 2011, que estabelece a Rede de Atenção Psicossocial com o objetivo de integrar serviços como CAPS, Unidades Básicas de Saúde (UBS), serviços residenciais terapêuticos e unidades de internação psiquiátrica, para proporcionar melhor atendimento dos usuários com transtornos mentais ou com problemas de abuso de substâncias.[12]
- Portaria GM/MS nº 148, de 31 de janeiro de 2012, que trata dos incentivos financeiros referentes a Rede de Atenção Psicossocial (RAPS), com a finalidade de qualificar e expandir os serviços prestados.[13]

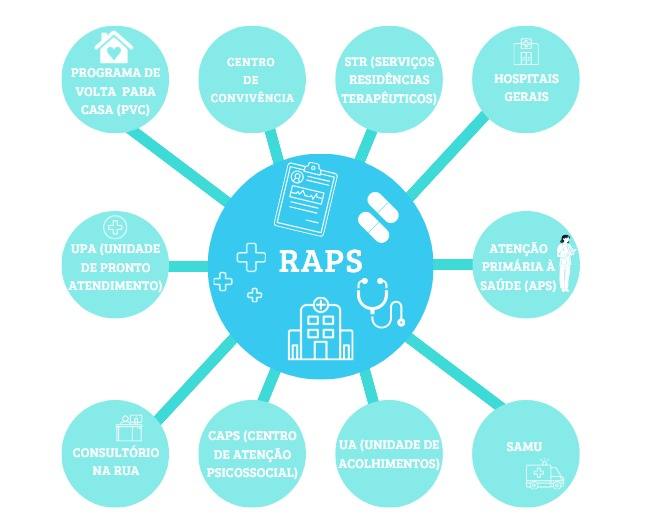
Pontos de atenção que integram a RAPS

## Principais serviços vinculados à Política Nacional de Saúde Mental
Os Centros de Atenção Psicossocial (CAPS) desempenham um papel fundamental na Política Nacional de Saúde Mental, atuando como articuladores das redes de saúde. Eles são considerados um sistema de serviços substitutivos que visa integrar questões de saúde coletiva e saúde mental, funcionando como um espaço interdisciplinar de troca de informações e práticas. Outras iniciativas também contribuem para a inclusão das ações de saúde mental na atenção primária e na atenção integral aos usuários desses serviços. Contudo, os CAPS se destacam como a principal estratégia para a transformação do modelo asilar de assistência à saúde mental, assegurando os direitos dos indivíduos. Esses centros se diferenciam dos modelos tradicionais ao promover a participação social dos pacientes, combater a segregação do adoecimento psíquico e valorizar a subjetividade, sempre apoiados por ações multiprofissionais.
A Rede de Atenção Psicossocial (RAPS) tem como função planejar, expandir e integrar a atenção à saúde de pessoas que enfrentam sofrimento psíquico ou transtornos mentais. Essa rede é composta por sete elementos, destacando-se o Serviço Residencial Terapêutico (SRT) ou Residência Terapêutica (RT). Essa modalidade refere-se a uma moradia que abriga cerca de oito pessoas, com o objetivo de acolher aqueles que saem de internações psiquiátricas prolongadas e que não possuem suporte social ou familiar. Os SRT são vistos como facilitadores do processo de desospitalização, desempenhando um papel crucial na substituição de internações, pois redirecionam os recursos financeiros destinados às internações para essa modalidade. Assim, cada transferência de um paciente de um hospital especializado para o serviço de residência terapêutica implica a redução do mesmo número de leitos disponíveis no SUS naquela instituição.
Os Centros de Convivência e Cultura (CECOs) integram os componentes da rede de atenção substitutiva no âmbito do Projeto da Reforma Psiquiátrica, sendo criados como uma alternativa de socialização para pessoas com transtornos mentais na saúde mental brasileira. Nesses espaços, são oferecidas oportunidades de sociabilidade, produção e intervenção no ambiente em que os indivíduos vivem. Além disso, os CECOs permitem que membros da comunidade se reúnam livremente, promovendo a socialização e possibilitando a criação de iniciativas voltadas ao trabalho, lazer, cultura, saúde, inclusão social, entre outras atividades.

## Avanços e desafios da Política Nacional de Saúde Mental
Em 2017 houve a publicação da Resolução nº 32/2017 e da Portaria 3588/2017, que impõem a ocupação de 80% para que as instituições recebam verbas de custeio dos serviços. Ambas têm sido alvo de críticas pelo Conselho Federal de Psicologia (CFP) e pela Associação Brasileira de Saúde Mental (Abrasme). Essas entidades apontam que tais medidas contrariam os ideais da Reforma Psiquiátrica no Brasil, pois incentivam a cultura da hospitalização ao reintegrar os hospitais psiquiátricos à Rede de Atenção Psicossocial (RAPS).
A atualização da Política Nacional de Saúde Mental em 2022 representa um avanço significativo na estruturação do atendimento às pessoas com transtornos mentais no Brasil. Com a criação de 2.836 Centros de Atenção Psicossocial (CAPs), a política reforça a descentralização e o atendimento comunitário. Esses serviços ambulatoriais são complementados por 813 Serviços Residenciais Terapêuticos (SRTs) e 70 unidades de acolhimento que funcionam 24 horas, oferecendo suporte contínuo.
Além disso, 224 equipes multiprofissionais, compostas por profissionais como fonoaudiólogos, psiquiatras e assistentes sociais, são fundamentais para garantir um tratamento integral e humanizado, refletindo a abordagem interdisciplinar da política. Os 1.952 leitos distribuídos em 305 hospitais gerais oferecem cuidados intensivos e vigilância constante para pacientes em crises agudas, proporcionando um ambiente protegido. Esse conjunto de medidas reafirma a importância de um acompanhamento seguro e contínuo para os pacientes.
Apesar dos avanços em termos de estrutura e descentralização, com a ampliação dos CAPs, SRTs e leitos hospitalares, a Política Nacional de Saúde Mental ainda apresenta falhas significativas em relação à universalização e equidade do acesso. Os desafios incluem a ausência de diretrizes claras e portarias que garantam a universalidade, um dos princípios do SUS. Embora o número de serviços seja expressivo, ele ainda é insuficiente para atender à demanda crescente.
Outro ponto frágil da política é a integralidade, já que a falta de uma articulação eficiente entre o atendimento ambulatorial, hospitalar e de reabilitação psicossocial contribui para a fragmentação do cuidado e a descontinuidade do tratamento, especialmente para pacientes com quadros agudos ou de longa duração. Além disso, o sub financiamento da área limita a expansão e a melhoria da qualidade dos serviços prestados, agravando a sobrecarga de trabalho e a escassez de capacitação contínua.
Embora a Política Nacional de Saúde Mental tenha feito avanços importantes, ainda há a necessidade de uma cobertura nacional mais ampla e de uma regulamentação que garanta o acesso efetivo a toda a população, independentemente da região ou da condição socioeconômica.